# Aligera
Aligera es un género de plantas con flores perteneciente a la antigua familia Valerianaceae, ahora en Caprifoliaceae. Comprende 17 especies descritas.

## Taxonomía
El género fue descrito por Wilhelm Nikolaus Suksdorf y publicado en Deutsche Botanische Monatsschrift 15: 145. 1897.

## Especies seleccionadas
- Aligera barbata
- Aligera californica
- Aligera ciliosa
- Aligera collina

1. ↑  Aligera en PlantList
2. ↑  «Aligera». Tropicos.org. Missouri Botanical Garden. Consultado el 21 de octubre de 2013.

- Datos: Q5668922
- Multimedia: Aligera / Q5668922